# Condenado a vivir
Condenado a vivir es una telepelícula española de 2001 cuyo principal argumento es la vida de Ramón Sampedro, tetrapléjico desde los 25 años, que desarrolló una intensa actividad de petición judicial para poder morir y que la persona o personas que lo auxiliasen no incurriesen en delito, dado que su estado lo incapacitaba para hacerlo sin ayuda externa.

## Argumento
La película se basa en la vida de Ramón Sampedro que quedó tetrapléjico a los 25 años y que solicitó el derecho a poner fin a su propia existencia. Aunque los tribunales le negaron el derecho, finalmente pudo cumplir su propósito gracias al cianuro que le suministró su amiga Ramona Maneiro.

## Reparto
- Ernesto Chao
- María Bouzas
- Rosa Álvarez
- Sonia Castelo
- Cristina Pascual
- Xulio Lago
- Francisco González Catoira
- Manuela Varela
- Mariana Carballal
- Cristina Espinosa

## Influencia
Varias personas han notado que el cartel de la película Mar adentro, estrenada en 2004 y también basada en la vida de Sampedro, es muy similar al de este telefilme.